# Sony Centre for the Performing Arts

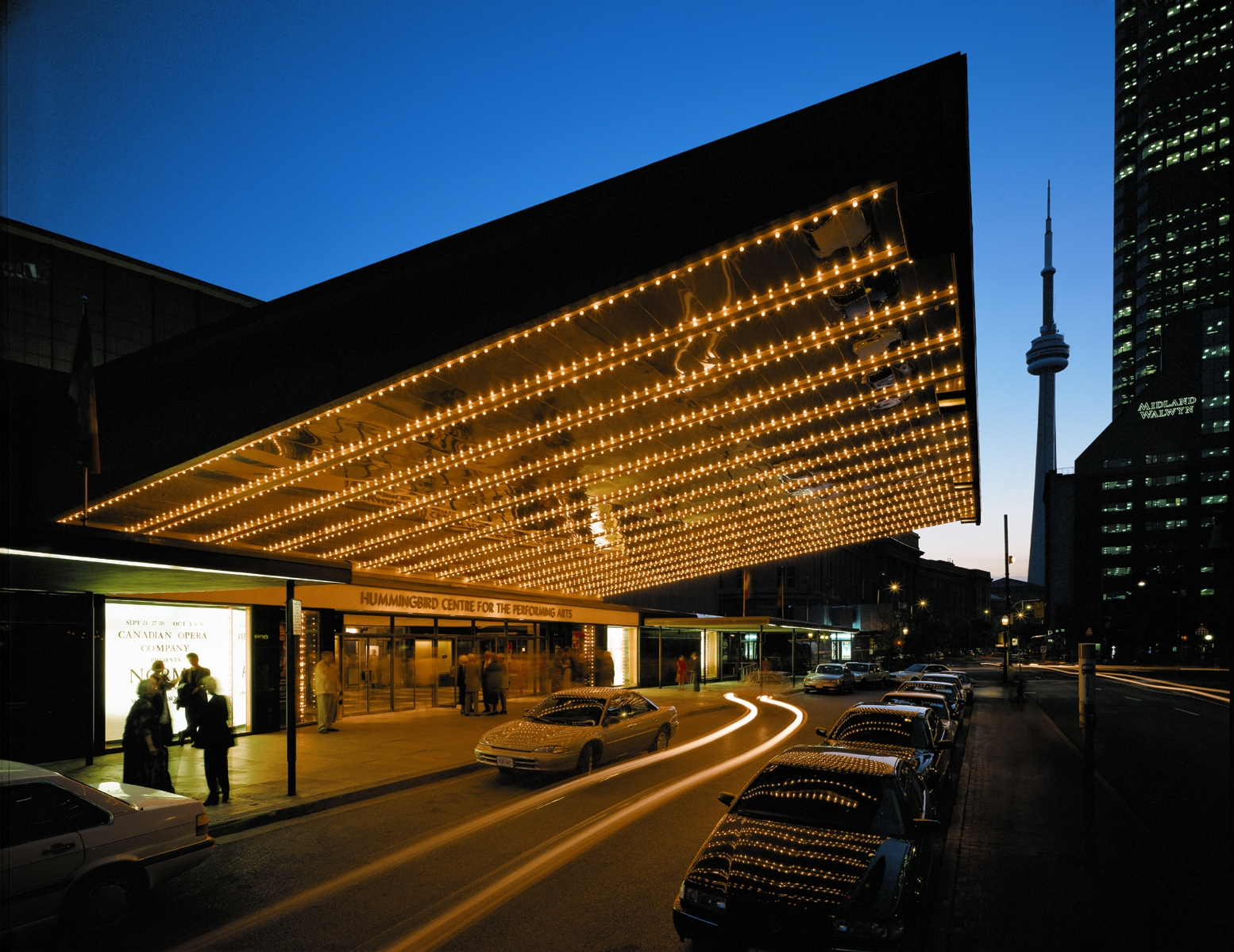
Sony Centre for the Performing Arts – Eingangsbereich

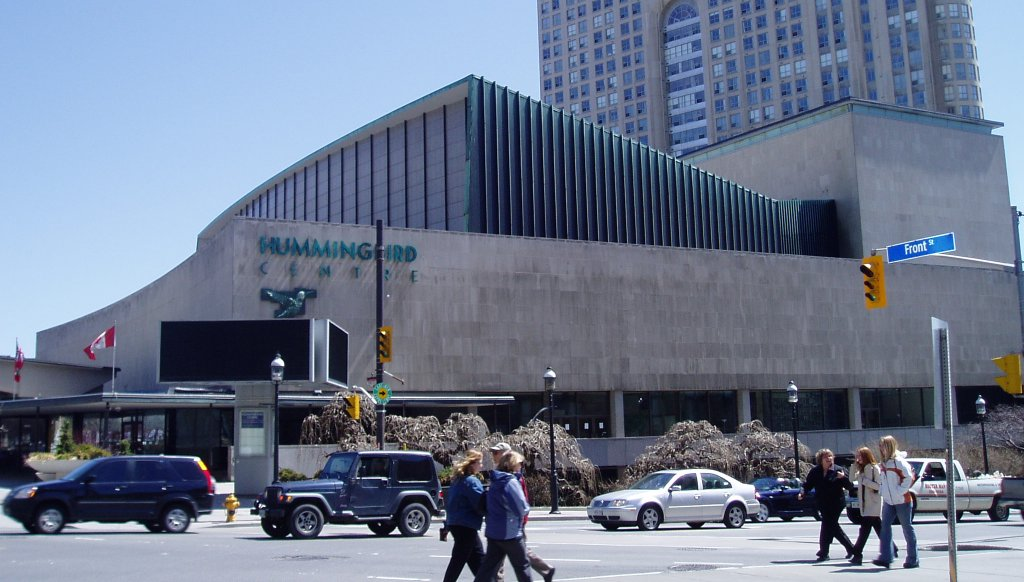
Sony Centre for the Performing Arts – Eingangsbereich

Das Sony Centre for the Performing Arts (Hummingbird Centre) ist ein großes Theatergebäude in Toronto, Ontario, Kanada. Es befindet sich in unmittelbarer Nähe der Hauptverkehrsader King Street und der Front Street East 1. Es wurde 1960 eröffnet und verfügt über 3191 Sitzplätze. Seit der Eröffnung wurden weltberühmte Theateraufführungen dort aufgeführt mit unzähligen internationalen Stars die auf der Bühne des Centers standen.
Das Repertoire umfasst etwa 20 Produktionen, die täglich wechselnd oder in Blöcken gespielt werden daneben finden auch viele Konzerte statt. Das Sony Center schloss am 26. Juni 2008 bis zum 1. Oktober 2010 seine Pforten. In dieser Zeit wurde das Center grundlegend renoviert. Die Arbeiten wurden planmäßig abgeschlossen.
2006 wurde eine Baugenehmigung für den Bau eines hohen Wohngebäudes von der Stadt Toronto erteilt. Dieses Gebäude grenzt unmittelbar an das Theater. Das Gebäude wurde von dem bekannten Architekten Daniel Libeskind, welcher zuvor auch am Royal Ontario Museum mitgewirkt hat, entworfen. Das neue Wohngebäude, welches als L Tower bekannt ist erreicht eine Höhe von 200 Meter bei 58 Etagen. Die Fertigstellung des Gebäudes ist für Ende 2014 vorgesehen.

## Aufführungen
Aufführungen waren u. a.:
- Alvin Ailey – American Dance Theater
- Classical Mystery Tour
- Soweto Gospel Choir
- Brit Floyd – The World’s Greatest Pink Floyd Show
- MythBusters: Behind the Myths Tour
- Tango Pasión
- Tao Japanese Drummers
- Distant Worlds: music from Final Fantasy
- Riverdance
- Chris de Burgh
- National Chinese Acrobats with Kitchener-Waterloo Symphony
- Bolshoi Ballet presents Swan Lake
- An Evening with Yanni